# جيمس إي. مايرز
جيمس إي. مايرز (بالإنجليزية: James E. Myers)‏ هو كاتب أغاني أمريكي، ولد في 26 أكتوبر 1919، وتوفي في 10 مايو 2001 في بونيتا سبرنغز في الولايات المتحدة.

## وصلات خارجية
- جيمس إي. مايرز على موقع IMDb (الإنجليزية)
- جيمس إي. مايرز على موقع ميوزك برينز (الإنجليزية)
- جيمس إي. مايرز على موقع قاعدة بيانات برودواي على الإنترنت (الإنجليزية)
- جيمس إي. مايرز على موقع أول ميوزيك (الإنجليزية)
- جيمس إي. مايرز على موقع ديسكوغز (الإنجليزية)
- جيمس إي. مايرز على موقع ديسكوغز (الإنجليزية)
- جيمس إي. مايرز على موقع قاعدة بيانات الفيلم (الإنجليزية)